# Liste der Fornminnen in Aspö

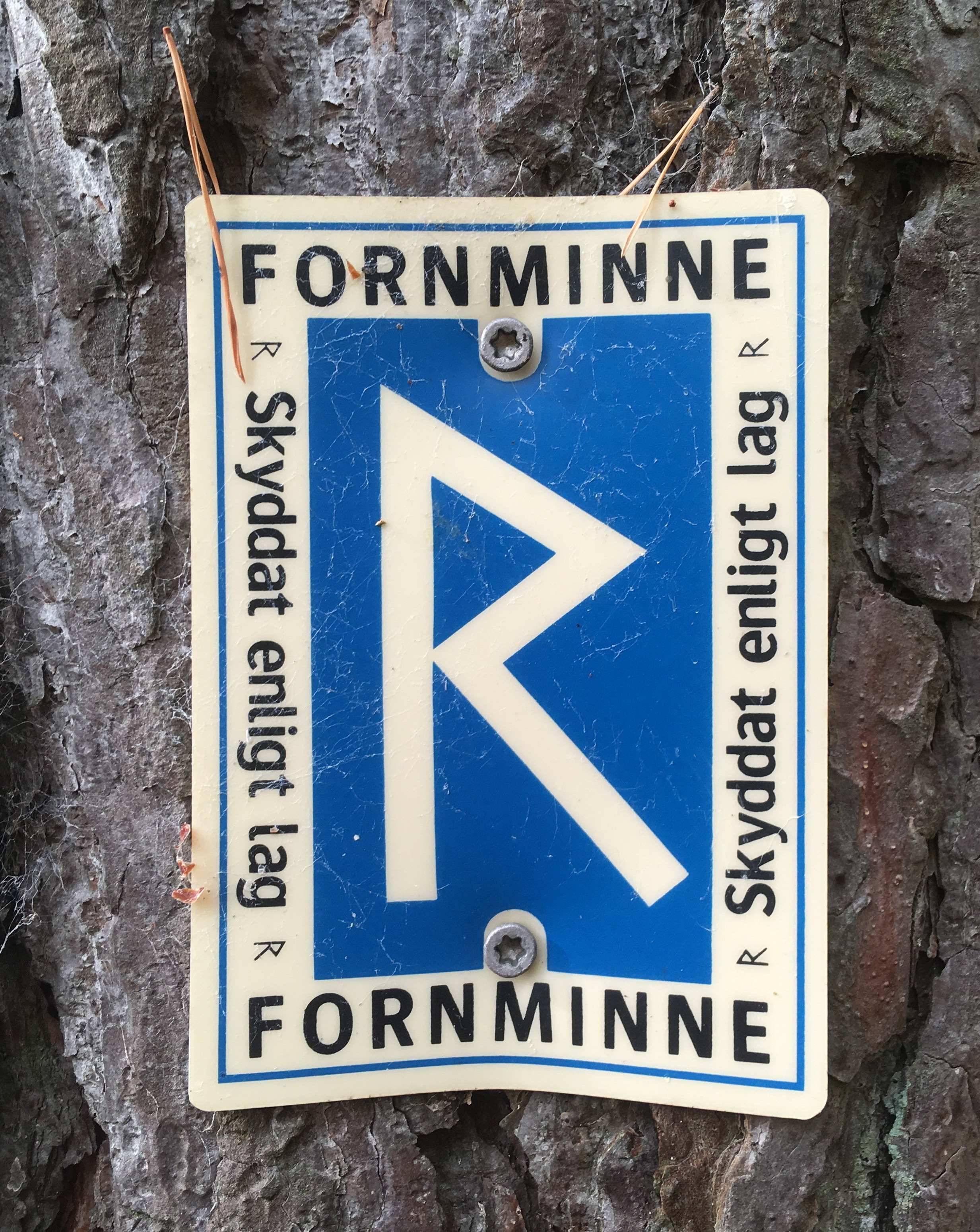
Zeichen für „Fornminnen“ in Schweden

Diese Liste der Fornminnen in Aspö zeigt die „alten/antiken Denkmale“ (schwedisch fornminnen) auf der Insel Aspö im ehemaligen Socken Nättraby (siehe) in der heutigen Gemeinde Karlskrona der südschwedischen Provinz Blekinge län, sie ist eine Teilliste der „Liste der Fornminnen in Blekinge“. Die Aufteilung basiert auf der historischen Zuordnung der Gebiete in Socken (siehe auch) und der Einteilung des Zentralamts für Denkmalpflege Riksantikvarieämbetet (RAÄ). Es werden die Fornminnen aufgeführt, die auf dem Suchdienst „Fornsök“ registriert sind, welcher weitere Informationen zu den bekannten kulturhistorischen Überresten in Schweden enthält.

## Begriffserklärung
Fornminnen (schwedisch für alte/antike Denkmale oder archäologische Funde) sind in Schweden alte Objekte und archäologische Funde (Fornlämningar), welche die Überreste menschlicher Aktivitäten in der Vergangenheit bezeichnen, die durch frühere Nutzung entstanden sind und dauerhaft aufgegeben wurden. Dabei gilt für Fornminnen, die vor 1850 entstanden sind, dass sie automatisch durch das Gesetz geschützt sind. Aber auch jüngere Überreste können zu Bodendenkmalen erklärt werden, wenn sie sich an ihrem ursprünglichen Standort befinden und weitgehend erdgebunden sind. Als Fornminnen zählen u. a. Siedlungen und Siedlungsreste aus prähistorischer Zeit, Gräber und Grabstätten, Burgruinen, Ruinen von Klöstern, Kirchen und Schlössern, Steine und Felsen mit Inschriften und Bildern (z. B. Runensteine und Petroglyphen), insofern sie nicht schon als Einzeldenkmal unter Byggnadsminnen (schwedisch für Baudenkmale) oder kyrkliga Kulturminnen (schwedisch für kirchliches Kulturgut) ausgewiesen sind.

## Legende
| ID           | = | ID.Nr. des Denkmalregisters (Fornsök) im schwedische Amt für nationales Kulturerbe (Riksantikvarieämbetet (RAÄ)) |
| Lage         | = | Koordinatenangabe des Standorts                                                                                  |
| Bezeichnung  | = | Bezeichnung des Denkmalobjekts (auch RAÄ-Nr.)                                                                    |
| Beschreibung | = | Name (Denkmaltyp/Dokumentenverweis im Arkivsök) sowie eine kurze Beschreibung des Objekts                        |
| Bild         | = | Bild des Objekts sowie Verweis auf weitere Bilder                                                                |

## Fornminnen Aspö
| ID             | Lage    | Bezeichnung (RAÄ-Nr.)              | Beschreibung | Bild           |
| -------------- | ------- | ---------------------------------- | --- | -------------- |
| 10098500120001 | (Karte) | Aspö 12:1 / Drottningskärs kastell | Aspö 12:1 (Festung / L1979:4313) auch als „Festung Drottningskär“ (schwedisch Drottningskärs kastell) bekannt, Festungsanlage am Aspösund (am Ostufer der Insel Aspö) südlich Karlskrona. Zusammen mit der später errichteten gegenüberliegenden Festung Kungsholm (schwedisch Kungsholms Fort) bildete sie die äußere seeseitige Verteidigungslinie des Marinehafen Karlskrona (Hauptstützpunkt der schwedischen Marine), welcher auf Anordnung Karls XI. um das Jahr 1680 nach Plänen des schwedischen Architekten und Feldmarschall Erik Dahlberg (1625 - 1703) entworfen und erbaut wurde. Der Festungskomplex besteht aus einem dreistöckigen langgestreckten Hauptgebäude (auch Donjon genannt), das für die überdachte Aufstellung von Kanonen und als Kaserne genutzt wurde und vier seeseitigen Bastionen, welche nach den schwedischen Königinnen Kristina, Hedvig, Maria und Ulrika benannt waren. Die Bastionen an der Meeresfront sind durch Mauern (sog. Kurtinen) miteinander verbunden, um 1730 wurde die Festung mit landseitigen Mauern, einem Graben und einem Ravelin erweitert. Seit 1929 wird die Festung nicht mehr militärisch genutzt und steht seit 1935 unter Denkmalschutz; von 1993 bis 2008 wurden die Festungsanlagen umfassend restauriert und als Museum eingerichtet. | Weitere Bilder |
| 18000000050822 | (Karte) | Aspö 16                            | Aspö 16 (Schiffswrack / L1978:1931) Schiffswrack eines gesunkenen Schiff am östlichen Rand der Untiefe vor Aspö im Aspösund | Weitere Bilder |
| 18000000050903 | (Karte) | Aspö 17                            | Aspö 17 (Schiffswrack / L1978:1927) Schiffswrack eines durch Brand gesunkenen Segelschiffs südlich der Landungsbrücke Lötsbryggan am Ostufer von Aspö, ca. 300 m südlich der Festung Drottningskär | Weitere Bilder |
| 18000000066943 | (Karte) | Aspö 22                            | Aspö 22 (Schiffswrack / L1978:2163) Wrack eines Schiffs südlich der Landungsbrücke Lötsbryggan am Ostufer von Aspö, ca. 300 m südlich der Festung Drottningskär; etwa 50 m südlich eines weiteren Wracks | Weitere Bilder |